# Eva Hesse
Eva Hesse, född 11 januari 1936 i Hamburg i Tyskland, död 29 maj 1970 i New York, var en tysk-amerikansk konstnär.

## Uppväxt och studier
Eva Hesse flydde med sin familj från Tyskland och kom omkring 1940 till New York.
Eva Hesse studerade reklam och design vid Pratt Institute of Design i New York 1952, konst vid Cooper Union 1954-1957 och måleri för Josef Albers vid Yale School of Art and Architecture 1957–1959 där hon avlade kandidatexamen i konst.

## Konstnärsverksamhet

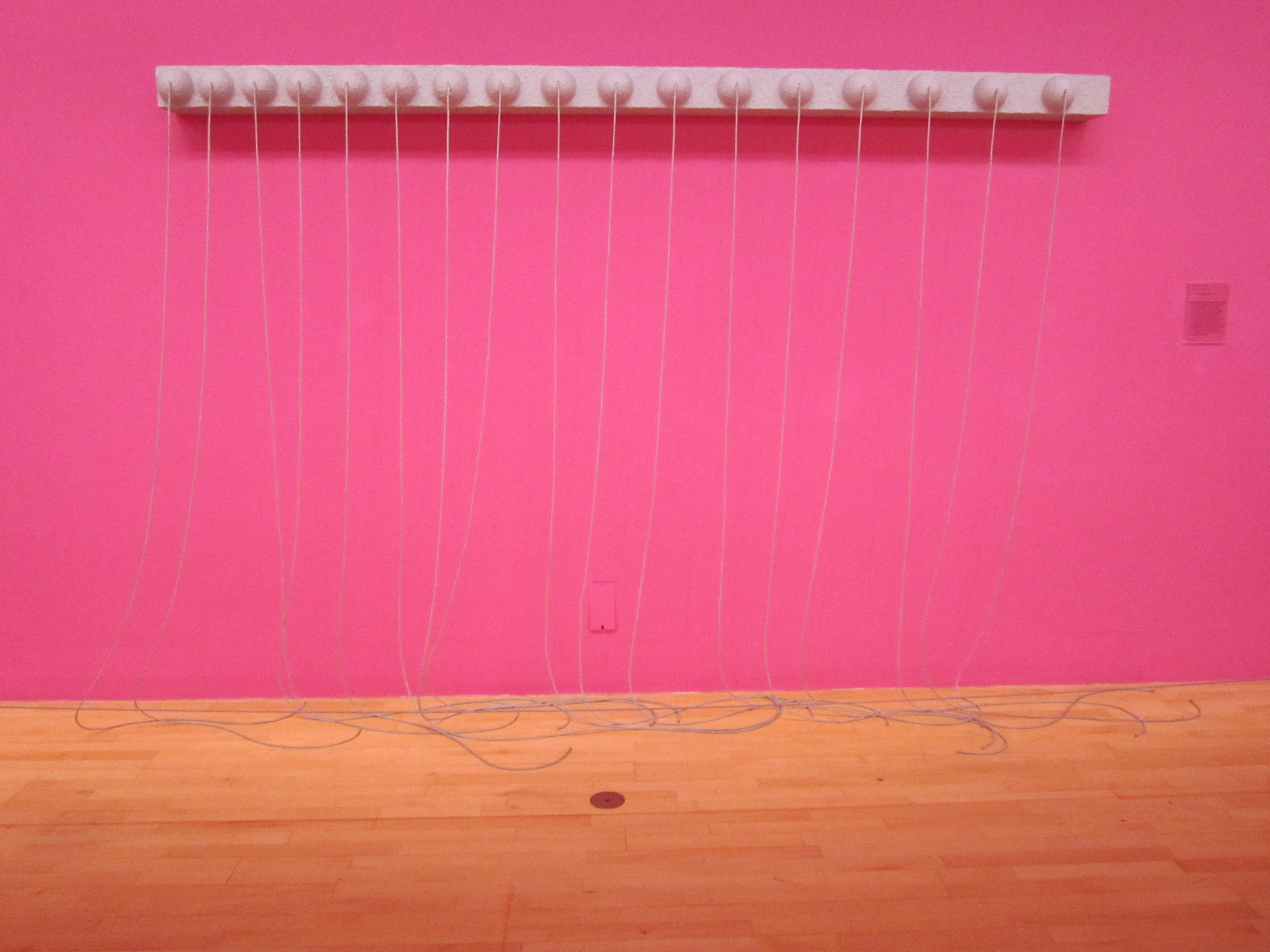
Addendum, Tate Liverpool.

År 1960 träffade Eva Hesse Sol LeWitt som blev en vän och en viktig influens. År 1961 ingick hennes teckningar och målningar i flera grupputställningar. Hon gifte sig med konstnären Tom Doyle. 
År 1963 hade hon sin första soloutställning, ett mindre antal teckningar, i Allan Stone Galery i New York. Hon övergav måleriet 1965 för att helt ägna sig åt skulptur. Hon fick lovord för sina arbeten i utställningen Abstract Inflationism and Stuffed Expressionism. Rutmönster blev viktigare i hennes arbete, vilket reflekterade hennes intresse för minimalism. År 1967 skapade Hesse ett antal verk i serier. Hon började också att använda latex i sina skulpturer, ursprungligen gjutningar, men senare även som ytbehandlingar med pensel. År 1968 skapade Hesse sin första glasfiberskulptur med hjälp av Douglas Johns som blev hennes tekniska rådgivare och medhjälpare. 
Hesse undervisade vid School of Visual Arts i New York. I april 1969 kollapsade hon och det visade sig att hon hade en hjärntumör.